# Cabaj-Čápor
Cabaj-Čápor este o comună slovacă, aflată în districtul Nitra din regiunea Nitra. Localitatea se află la altitudinea de 159 m deasupra n.m., se întinde pe o suprafață de 34,42 km2 și în 2015 număra 4.118 locuitori. 

## Istoric
Localitatea Cabaj-Čápor este atestată documentar din 1113.

## Demografie
| An:                | 1994 | 2004   | 2014    | 2024   |
| ------------------ | ---- | ------ | ------- | ------ |
| Număr de persoane: | 3270 | 3562   | 4042    | 4358   |
| Diferență:         |      | +8,92% | +13,47% | +7,81% |

| An:                | 2023 | 2024   |
| ------------------ | ---- | ------ |
| Număr de persoane: | 4318 | 4358   |
| Diferență:         |      | +0,92% |